# 監獄體
監獄體（英語：PrisonGothic）是一種於香港（1979-1997年）、（2016-     年）出產/制造的汉字黑體。起源於1970年代赤柱監獄。當時香港政府委託監獄署赤柱監獄囚犯以刀具在金屬板上切割漢字製作路牌，囚犯於路牌上所造字體稱為「監獄體」

## 起源

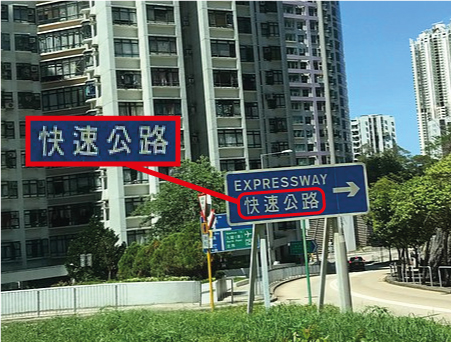
圖中紅框內漢字為監獄體的原型—囚犯人手製路牌上的漢字

監獄體源自1970年代赤柱監獄囚犯出產的路牌，當時的囚犯使用刀具在金屬板上切割基於石井黑體/金梅粗黑體的漢字，因為當時路牌上的漢字並未標準化，故此監獄體比起電腦字型雖然比較粗糙、岩巉，同一段文字的字重（相對於字高的粗幼）可能不一。由於缺乏統一標準，字體呈現獨特的手工痕跡，如筆劃粗細不一、異體字頻現等特徵。在1990年代中期，懲教署逐漸改用電腦設計及製作路牌，1997年監獄體停產，現存700餘塊監獄體路牌。
2016年10月，道路硏究社發起「監獄體再現計劃」，期望透過电脑字体的形式「再現」監獄體。經五年開發，道路研究社在2022年7月發起眾籌，至8月22日結束。研究社最終在眾籌期間籌得133萬港元，達到原眾籌目標的191%，並宣佈電腦字體將於11月面世。

## 外部連結
- 監獄體官方網站 （页面存档备份，存于）
- 監獄體衆籌計劃官方網站